# Segerstedt
Segerstedt är ett svenskt efternamn som den 31 december 2014 bars av 310 personer bosatta i Sverige.

## Personer med efternamnet Segerstedt
- Albrekt Segerstedt (1844–1894), pedagog, publicist och folkminnesforskare
- Albrekt Julius Segerstedt (1763–1815), läkare, präst och skriftställare
- Amy Segerstedt (1835–1928), lärare, folkbildare och filantrop
- Bengt Segerstedt (1911–1986), förlagsredaktör, konstnär
- Edith Segerstedt (1907–1980), dragspelare och orkesterledare
- Erik Segerstedt (född 1983), sångare
- Erland Segerstedt (född 1954), fotograf
- Ingrid Segerstedt-Wiberg (1911–2010), journalist, debattör och politiker, folkpartist
- Marie-Louise Segerstedt (1906–2001), journalist, kåsör och författare
- Martin Segerstedt (1930–2014), politiker, socialdemokrat
- Torgny Segerstedt (1876–1945), publicist och religionshistoriker
- Torgny T:son Segerstedt (1908–1999), filosof och sociolog, universitetsrektor
- Viktor Segerstedt (1878–1963), arkitekt